# The Presidents of the United States of America
The Presidents of the United States of America, často označovaná jako PUSA, je americká post-grungeová hudební skupina ze Seattlu, která byla dvakrát nominovaná na cenu Grammy. Skupinu vytvořili v roce 1993 „basokytarista” Chris Ballew, kytarista Dave Dederer a bubeník Jason Finn k nimž se později přidal „kytarobasista” Andrew McKeag. Za své první album, vydané po demu v roce 1994 získala skupina Platinovou desku. Od svého založení vydala skupina zatím šest studiových alb, poslední vyšlo v roce 2014.
Ballew, Dederer i McKeag hrají na speciálně upravené kytary. Ballew hraje na klasickou elektrickou kytaru, která má ovšem místo dvou kytarových strun, dvě struny běžně používané na baskytaru. Právě na ty hraje basovou část. Dederer i McKeag mají tři kytarové struny, na které se hrají kytarové pasáže. S tímto nápadem přišel Mark Sandman, frontman stupiny Morphine, se kterým Ballew dříve hrával.

## Diskografie

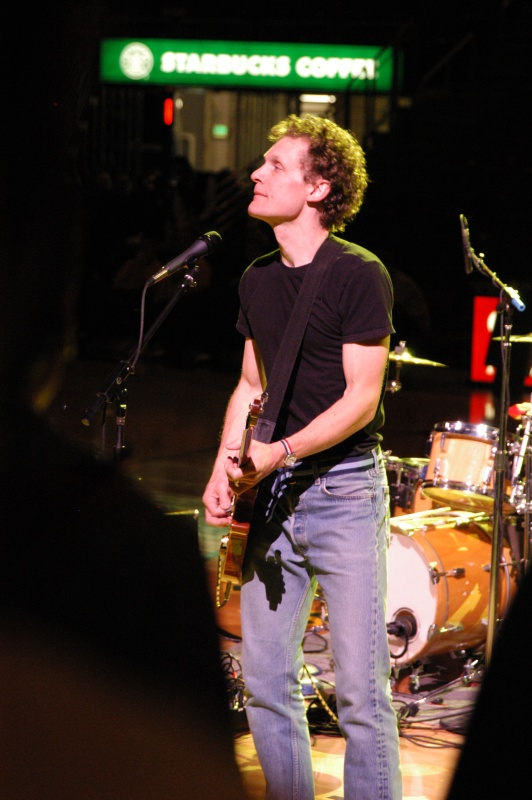
Dave Dederer
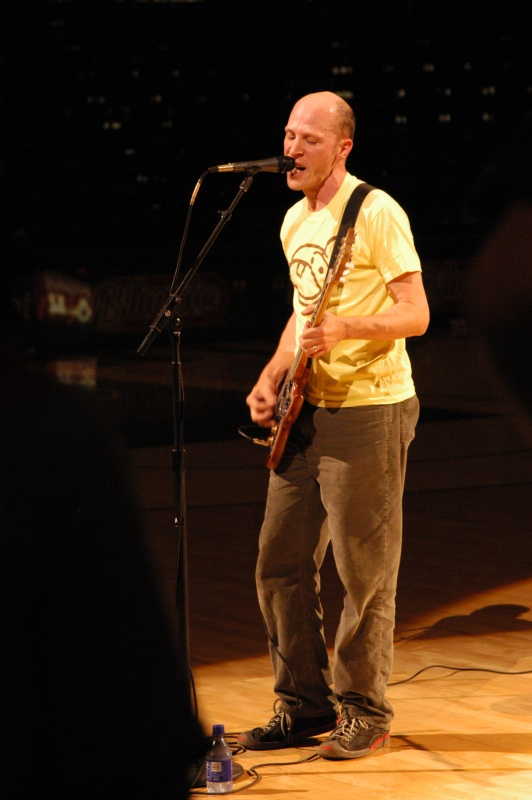
Chris Ballew
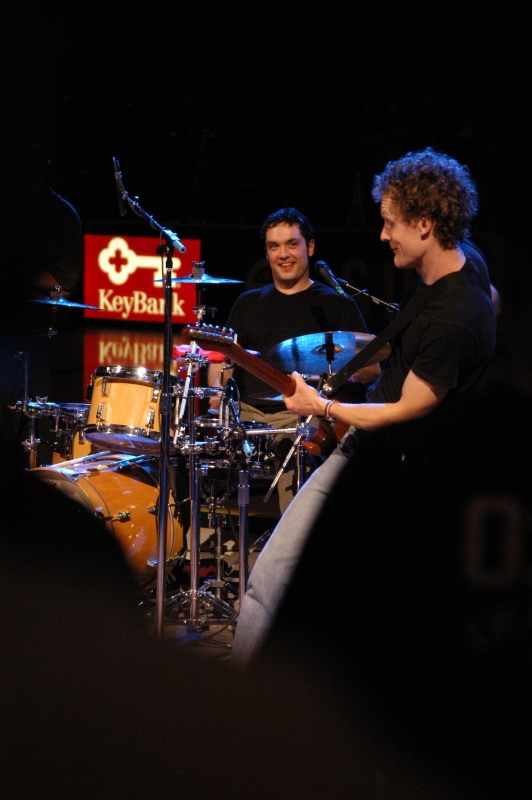
Jason Finn, Dave Dederer
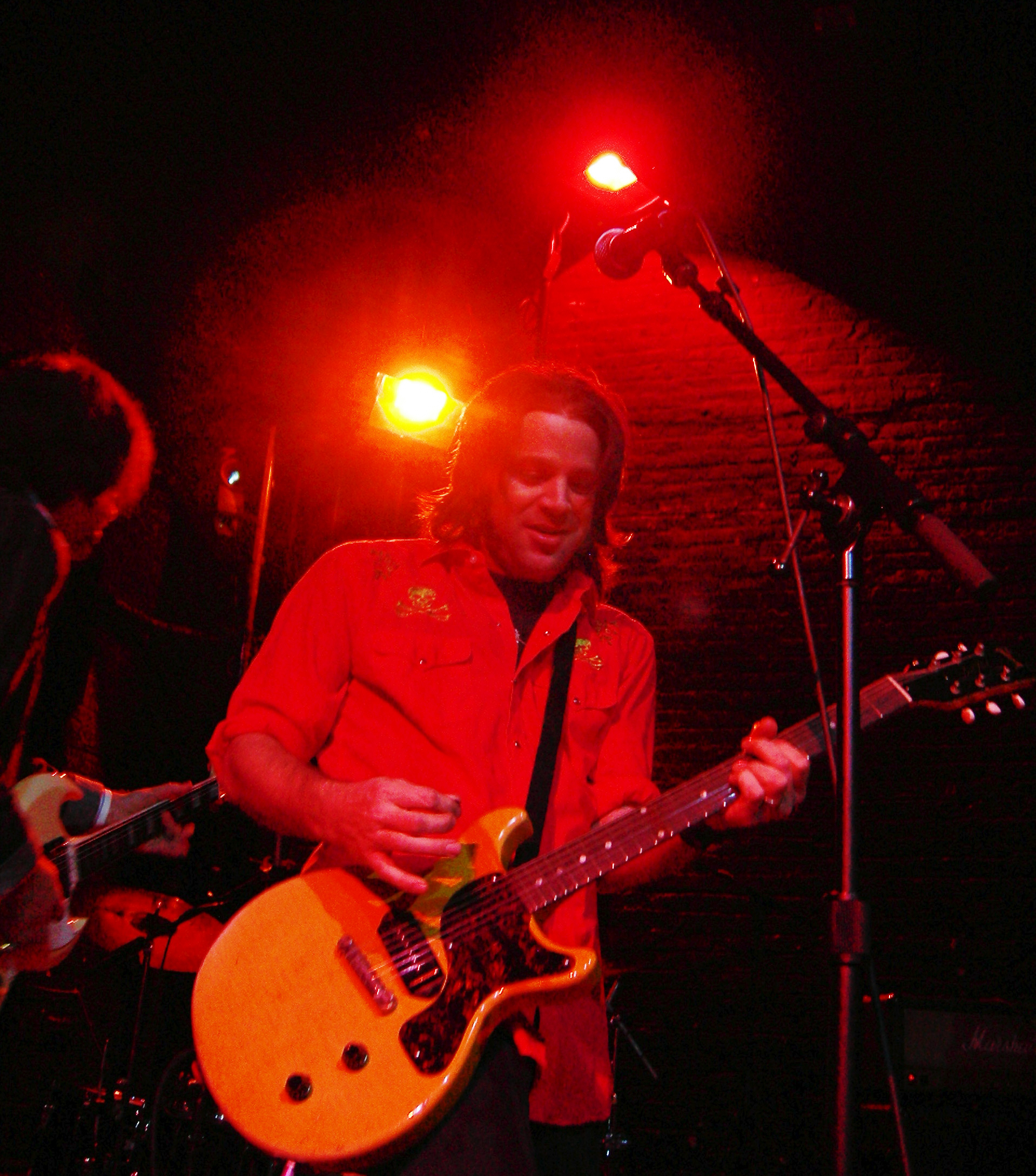
Andrew McKeag

### Alba
- Presidents Of The United States Of America (Pop Llama/Columbia Records, 1995)
- Presidents Of The United States Of America II (Pop Llama/Columbia Records, 1996)
- Freaked Out And Small (MUSICBLITZ, 2000)
- Love Everybody (iMUSIC, 2004)
- These Are the Good Times People  (2008)
- Kudos To You! (PUSA Inc. 2014)

### Kompilace
- Pure Frosting (Pop Llama/Columbia Records, 1998)
- Rarities (1998)
- Pure Frosting/Extra Frosting (Sony International, 1999)
- Lump (Sony Music Special Products, 2000)
- Presidents of the United States of America: Ten Year Super Bonus Special Anniversary (Pusa Inc, 2004)

### Singly
- Fuck California (1994)
- Lump (1995)
- Monkey River (1995)
- Kitty (1995)
- Naked and Famous (1995)
- Peaches (1996)
- Back Porch (1996)
- Dune Buggy (1996)
- Mach 5 (1996)
- Ca Plane Pour Moi (1996)
- Tiki God (1996)
- Bug City (1997)
- Supermodel (1997)
- Volcano (1997)
- Supersonics (1997)
- Man (Opposable Thumb) (1997)
- Video Killed the Radio Star (1998)
- Teenage Girl (1999)
- Tiny Explosions (2000)
- Nuthin' But Luv (2000)
- Jupiter (2001)
- Jazz Guy (2001)
- Last Girl on Earth (2002)

### DVD
- Extra Super Double Bonus Thrill Pack (2004)